# Polska Futbol Liga 1 2022
La Polska Futbol Liga 1 2022 è la 2ª edizione del campionato di football americano di primo livello, organizzato dalla ZFAP.
Era inizialmente prevista la presenza dei Bydgoszcz Archers, ma questi si sono ritirati prima dell'approntamento del calendario.

## Squadre partecipanti
| Club                 | Città     | Stadio | Sponsor ufficiale | Risultato nella stagione 2021 |
| -------------------- | --------- | ------ | ----------------- | ----------------------------- |
| Kraków Kings         | Cracovia  |        |                   |                               |
| Lowlanders Białystok | Białystok |        |                   |                               |
| Silesia Rebels       | Katowice  |        |                   |                               |
| Tychy Falcons        | Tychy     |        |                   |                               |
| Warsaw Eagles        | Varsavia  |        |                   |                               |
| Warsaw Mets          | Varsavia  |        |                   |                               |

## Stagione regolare

### Calendario

#### 1ª giornata
| 3 aprile 2022, ore 15:00 | Silesia Rebels | 24 – 7 referto | Tychy Falcons |  |

#### 2ª giornata
| 9 aprile 2022 | Kraków Kings | 48 – 0 referto | Warsaw Eagles |  |

| 10 aprile 2022 | Warsaw Mets | 0 – 27 (0-13 0-0 0-6 0-8) referto | Lowlanders Białystok |  |

#### 3ª giornata
| 23 aprile 2022 | Warsaw Eagles | – referto | Tychy Falcons |  |

| 24 aprile 2022 | Silesia Rebels | – referto | Warsaw Mets |  |

#### 4ª giornata
| 30 aprile 2022 | Lowlanders Białystok | – referto | Kraków Kings |  |

#### 5ª giornata
| 7 maggio 2022 | Kraków Kings | – referto | Silesia Rebels |  |

#### 6ª giornata
| 14 maggio 2022 | Warsaw Mets | – referto | Warsaw Eagles |  |

| 14 maggio 2022 | Tychy Falcons | – referto | Lowlanders Białystok |  |

#### 7ª giornata
| 21 maggio 2022 | Kraków Kings | – referto | Warsaw Mets |  |

#### 8ª giornata
| 28 maggio 2022 | Lowlanders Białystok | – referto | Silesia Rebels |  |

#### 9ª giornata
| 4 giugno 2022 | Tychy Falcons | – referto | Kraków Kings |  |

| 5 giugno 2022 | Silesia Rebels | – referto | Warsaw Eagles |  |

#### 10ª giornata
| 12 giugno 2022 | Warsaw Eagles | – referto | Lowlanders Białystok |  |

| 12 giugno 2022 | Warsaw Mets | – referto | Tychy Falcons |  |

#### 11ª giornata
| 25 giugno 2022 | Lowlanders Białystok | – referto | Warsaw Mets |  |

| 26 giugno 2022 | Warsaw Eagles | – referto | Kraków Kings |  |

| 26 giugno 2022 | Tychy Falcons | – referto | Silesia Rebels |  |

### Classifica
La classifica della regular season è la seguente:
- PCT = percentuale di vittorie, G = partite giocate, V = partite vinte,  P = partite perse, PF = punti fatti, PS = punti subiti

| Pos. | Squadra              | PCT   | G | V | P | PF | PS |
| ---- | -------------------- | ----- | - | - | - | -- | -- |
| 1    | Kraków Kings         | 1.000 | 1 | 1 | 0 | 48 | 0  |
| 2    | Lowlanders Białystok | 1.000 | 1 | 1 | 0 | 27 | 0  |
| 3    | Silesia Rebels       | 1.000 | 1 | 1 | 0 | 24 | 7  |
| 4    | Tychy Falcons        | .000  | 1 | 0 | 1 | 7  | 24 |
| 5    | Warsaw Mets          | .000  | 1 | 0 | 1 | 0  | 27 |
| 6    | Warsaw Eagles        | .000  | 1 | 0 | 1 | 0  | 48 |

## Playoff

### Tabellone
|  | Semifinali | Semifinali | Semifinali |  |  | XVII Polish Bowl | XVII Polish Bowl | XVII Polish Bowl |  |
|  |            |            |            |  |  |                  |                  |                  |  |
|  | 1          | TBD        |            |  |  |                  |                  |                  |  |
|  | 1          | TBD        |            |  |  |                  |                  |                  |  |
|  | 4          | TBD        |            |  |  |                  |                  |                  |  |
|  | 4          | TBD        | TBD        |  |  |                  |                  |                  |  |
|  |            |            |            |  |  |                  |                  |                  |  |
|  |            |            | TBD        |  |  |                  |                  |                  |  |
|  | 2          | TBD        |            |  |  |                  |                  |                  |  |
|  | 2          | TBD        |            |  |  |                  |                  |                  |  |
|  | 3          | TBD        |            |  |  |                  |                  |                  |  |

### Semifinali
| 9 luglio 2022 | TBD | – | TBD |  |

| 10 luglio 2022 | TBD | – | TBD |  |

### XVII Polish Bowl
| 23 luglio 2022 | TBD | – | TBD |  |

## Verdetti
- TBD Campioni della Polonia 2022

## Passer rating
Aggiornata alla 1ª giornata.

La classifica tiene in considerazione soltanto i quarterback con almeno 10 lanci effettuati.
| Giocatore | Sq.            | G | Att | Comp | Int | Yds | TD | NFL    | NCAA   |
| --------- | -------------- | - | --- | ---- | --- | --- | -- | ------ | ------ |
| James     | Silesia Rebels | 1 | 21  | 14   | 0   | 208 | 1  | 114,78 | 165,58 |
| Jeffrey   | Tychy Falcons  | 1 | 25  | 10   | 2   | 80  | 0  | 15,42  | 50,88  |